# Neleus ze Skepsis
Neleus ze Skepsis (gr. Νηλεύς) – perypatetyk, uczeń Arystotelesa i Teofrasta.
Pochodził ze Skepsis w Troadzie, żył na przełomie IV i III wieku p.n.e. Teofrast, według relacji Diogenesa Leartiosa, w swoim testamencie przekazał Neleusowi zbiór biblioteczny i ustanowił go jednym z wykonawców swej ostatniej woli. W późniejszym czasie księgozbiór z rękopisami Arystotelesa i Teofrasta przypadł potomkom Neleusa, którzy, w obawie przed ich zawłaszczeniem przez Attalidów na rzecz powstającej Bibliotekai Pergamońskiej, ukrywali go w piwnicy. Zbiór został odkryty przez Apellikona z Teos około 100 p.n.e., który go wykupił i sprowadził do Aten. Według innego przekazu, głoszonego przez Atenajosa z Naukratis, Neleus miał sprzedać księgozbiór Ptolemeuszowi II Filadelfosowi do Biblioteki Aleksandryjskiej.